# دفنية أليفة الكالسيوم
دفنية أليفة الكالسيوم (الاسم العلمي:Daphnopsis calcicola) هي نوع من النباتات تتبع جنس الدفنية من الفصيلة المثنانية.